# 秘めたる情事
『秘めたる情事』（ひめたるじょうじ、Ten North Frederick）は、1958年のアメリカ合衆国の映画。主演はゲイリー・クーパー。

## キャスト
※括弧内は日本語吹替（初回放送1967年12月17日『日曜洋画劇場』）
- ジョー：ゲイリー・クーパー（黒沢良）
- アン：ダイアン・ヴァーシ（富田千代美）
- ケイト：スージー・パーカー（二階堂有希子）
- エディス：ジェラルディン・フィッツジェラルド（水城蘭子）
- マイク：トム・タリー
- ジョビー：レイ・ストリックリン
- ロイド：フィリップ・オーバー
- ポール：ジョン・エメリー
- チャーリー：スチュアート・ホイットマン
- ペグ：リンダ・ワトキンス
- ステラ：バーバラ・ニコルズ

## スタッフ
- 監督・脚本：フィリップ・ダン
- 製作：チャールズ・ブラケット
- 原作：ジョン・オハラ
- 撮影：ジョー・マクドナルド
- 美術：ライル・ウィーラー、エディソン・ハー
- 音楽：リー・ハーライン